# 前杨镇
前杨乡，是中华人民共和国辽宁省锦州市义县下辖的一个乡镇级行政单位。

## 行政区划
前杨乡下辖以下地区：
沙河子村、雹神庙村、前杨村、二虎桥村、前泥村、小七里河村、洪家屯村、马家屯村、后泥村、偏坡子村、大营子村、西沟村、八塔子村、新民屯村和郭帽屯村。